# Липно (Струго-Красненський район)
Липно (рос. Липно) — присілок в Струго-Красненському районі Псковської області Російської Федерації.
Населення становить 36 осіб. Входить до складу муніципального утворення Новосельська волость.

## Історія
Від 2015 року входить до складу муніципального утворення Новосельська волость.

## Населення
| 2001 | 2002 | 2010 | 2011 |
| ---- | ---- | ---- | ---- |
| 48   | →48  | ↘26  | ↗36  |